# Norman Liebold

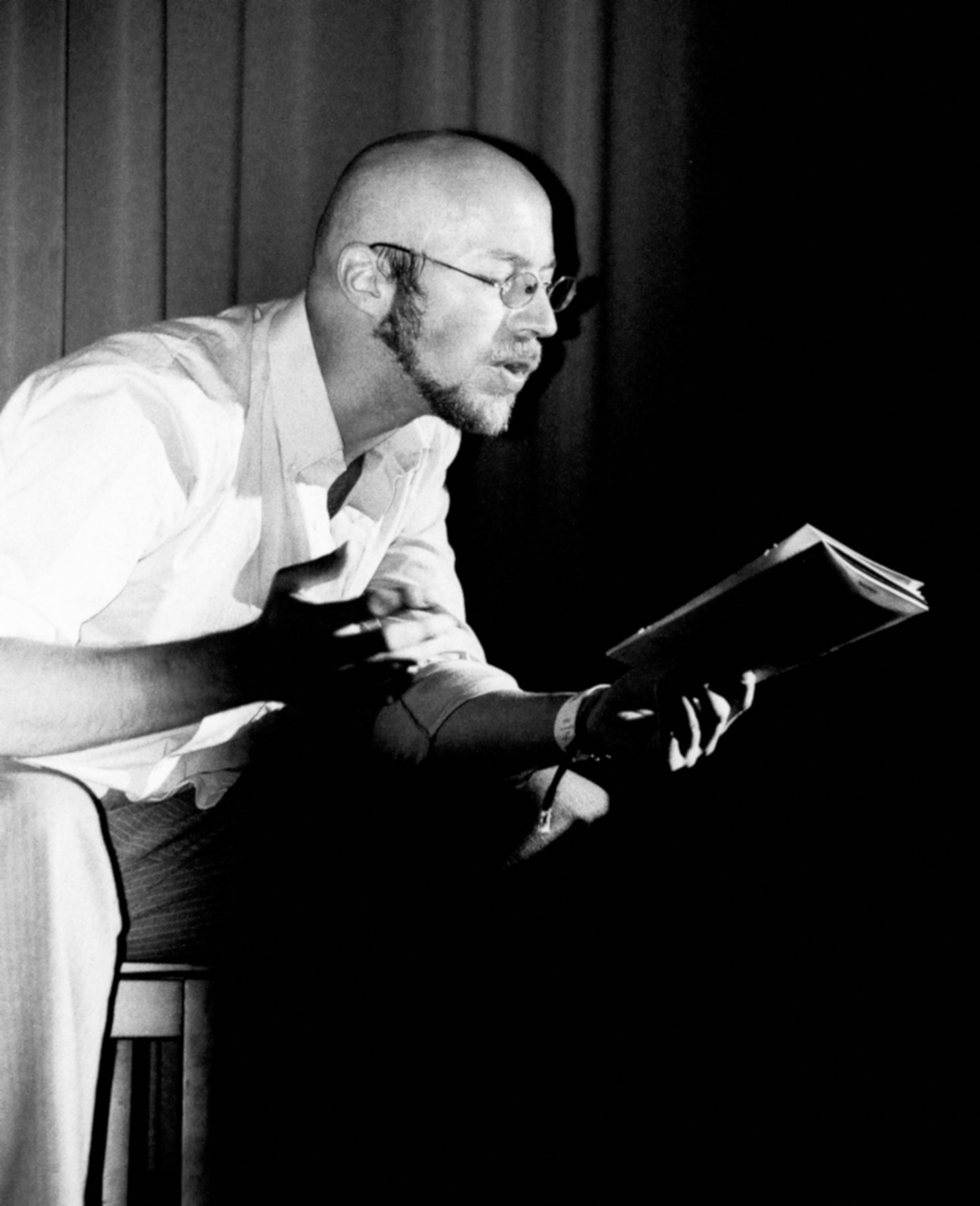
Norman Liebold bei einem Auftritt (Leipzig, 2003)

Norman Liebold (* 25. November 1976 in Eilenburg) ist ein deutscher Schriftsteller, Künstler und Schauspieler.

## Biographie
Nach dem Besuch der POS „Wilhelm Pieck“ in Bad Düben in Sachsen übersiedelte Liebold 1988 in die Bundesrepublik Deutschland. Die Familie folgte nach dem Fall der Mauer nach Siegburg in Nordrhein-Westfalen, wo er das Gymnasium „Alleestraße“ besuchte und 1997 sein Abitur absolvierte. Bereits während seiner Schulzeit veröffentlichte er im Eigenverlag kleinere literarische Texte (Narratiunculae Obscurae), stellte fotografische und grafische Arbeiten von sich aus und erhielt im Rahmen der „Siegburger Jugendkulturtage“ Platz für eine erste offizielle Lesung eigener Texte. Nach der Beendigung des Zivildienstes immatrikulierte er an der Universität Bonn in den Fächern Alte und Neue Germanistik und Philosophie und schloss das Studium 2007 mit dem Grad des Magister Artium ab. Seit 2017 lebt Liebold in Abentheuer (Naturpark Hunsrück-Hochwald).

## Literarisches Werk
Zwischen 1995 und 2003 veröffentlichte Liebold vorzugsweise phantastische Geschichten, Theaterstücke und Romane; später kamen realistische Themen hinzu, etwa in Eckstein, einer sozialkritischen Novelle, die sich mit den Zuständen in deutschen Altenheimen auseinandersetzt. Ab 2005 verlagerte sich Liebold verstärkt auf das Krimi-Genre und begann 2008 eine im Siebengebirge angesiedelte Reihe von Kriminalromanen, die aktuell drei Romane umfasst. Ende 2008 brachte Liebold mit Navigator einen von George Orwell und Ray Bradbury beeinflussten sozialkritischen Science-Fiction-Roman heraus, der in Köln spielt und sich mit den Folgen von Globalisierung und Digitalisierung auseinandersetzt.

## Theater und Verlag
Im Jahr 2000 gründete er das „Amator Veritas Ensemble“ gemeinsam mit Robert Christott und zwei Jahre später einen gleichnamigen eigenen Verlag, wo kurze Zeit später auch das erste Buch mit dem Titel Märenborn erschien. 2004 löste er das Ensemble auf und arbeitet seither ohne festes Ensemble, wobei er mit verschiedenen Musikern, Schauspielern und bildenden Künstlern kooperiert.

## Bildende Kunst
Liebold betätigt sich in den Bereichen Grafik, Malerei und Plastik und versieht auch seine Buchveröffentlichungen mit eigenen Illustrationen. Im Bereich der Plastik bevorzugt er den Metallguss und die Keramik, verwendet aber auch natürlich Gewachsenes wie Holz, Stein oder Knochen.

## Werke
- Märenborn, ISBN 3-937330-00-3, Märchenroman, 2002
- Vampyriade, ISBN 3-937330-02-X, Horrorroman, 1998
- Der Minnesänger-Komplex, ISBN 3-937330-04-6, 1999–2002
- Die Sieben Kelche, ISBN 3-937330-06-2, Märchenroman, 2001
- Krähe und Nachtigall, ISBN 3-937330-08-9, Märchenroman, 1998–2003
- Dramen, ISBN 3-937330-10-0, Theaterstücke, 1997–2001
- Incubus, ISBN 3-937330-14-3, kriminalistisch-phantastischer Roman, 2003
- Bardenträume, ISBN 3-937330-16-X, Märchenroman, 1996–2004
- Eckstein, ISBN 3-937330-17-8, Novelle, 2004
- Absurdistan, ISBN 3-937330-18-6, Theaterstücke, 2003–2004
- Ruhestand, ISBN 3-937330-19-4, Kriminalnovelle, 2004
- Spaltenzungen, ISBN 3-937330-24-0, Märchenroman, 2005
- Der Kulturgeist, ISBN 978-3-937330-26-6, phantastische Anthologie, 2007
- Dichterbrand, ISBN 978-3-937330-25-9, Kriminalroman, 2008
- Gläserner Sarg, ISBN 978-3-937330-27-3, Kriminalroman, 2008
- Krimifrass, ISBN 978-3-937330-28-0, Kriminalroman, 2008
- Navigator, ISBN 978-3-937330-29-7, Science-Fiction, 2008
- Beorn, ISBN 978-3-937330-32-7, Künstlernovelle, 2010
- Euthanatus, ISBN 978-3-937330-33-4, Kriminalnovelle, 2010
- Die Höhle, ISBN 978-3-937330-35-8, Horror, 2011
- Forstokratie, ISBN 978-3-937330-36-5, Hörbuch 2013
- Navigator. Erzählungen. Ch. Schroer. Bergisch Gladbach. 2014. ISBN 978-3-95445-042-8
- Navigator. Hörbuch. Ch. Schroer. Bergisch Gladbach. 2014. ISBN 978-3-95445-057-2
- Ansichten eines Aktmodells. Roman. Hennef 2014. ISBN 978-3-937330-37-2
- Dialog mit einer Ulme. Kunstmärchen, 2014. Erschienen in: Wave Gotik Treffen 2014: Pfingstgeflüster, hrsg. v.: Marcus Rietzsch. ISBN 978-3-943412-67-3
- SEInsSPRINGEN. Novelle, 2015. Erschienen in: Ein Dialog in Raum und Zeit, hrsg. v.: Christa Otte, Katharina Otte-Varolgil, Eva Maria Kagermann-Otte. ISBN 978-3-937330-76-1
- Zaunkönige. Roman. Hennef 2015. ISBN 978-3-937330-74-7
- Navigator – das Hörspiel. wortpersonal. St. Augustin 2016. Hörspiel. ISBN 978-3-945273-00-5
- Das Wunder von St. Mauritius & Seine brillanteste Vorstellung, St. Augustin 2016. Hörbuch. ISBN 978-3-945273-06-7
- Baum der Erkenntnis & Die Verrückte vom Auensee, St. Augustin 2016. Hörbuch. ISBN 978-3-945273-05-0
- M.A. & Gittas Geheimer Garten, St. Augustin 2016. Hörbuch. ISBN 978-3-945273-04-3
- Die Taufe, St. Augustin 2016. Hörbuch. ISBN 978-3-945273-03-6
- Paradoxon, Amator Veritas, Köln 2016. Hörbuch. ISBN 978-3-937330-83-9 (Print) und ISBN 978-3-937330-84-6 (Download)
- Patentsache, Amator Veritas, Köln 2017. Hörbuch. ISBN 978-3-937330-85-3
- Künstlerleben, erschienen in: Wave Gotik Treffen 2017: Pfingstgeflüster, hrsg. v.: Marcus Rietzsch, ISBN 978-3-943412-81-9
- Azurit, in: von Aster, Christian (Hrsg.): Boschs Vermächtnis. Geschichten aus dem Garten der Lüste. Remda-Teichel 2018. Edition Roter Drache ISBN 978-3-946425-40-3
- Azurit. Eine Hunsrück-Phantasie um die Niederbrombacher Kirche und Philippe Devaud, Abentheuer 2018. Amator Veritas. ISBN 978-3-937330-86-0
- Parzival, In: Basement Tales Vol. 2: Sperrgebiet. Saarbrücken 2018. The Dandy is Dead. ISBN 978-3-947652-04-4
- Dämonenwall, Roman. Remda-Teichel 2019. Edition Roter Drache. ISBN 978-3-946425-67-0.
- Zwergenbinge, Roman. Remda-Teichel 2019. Edition Roter Drache. ISBN 978-3-946425-68-7.
- Dialog mit einer Ulme, Hörbuch. Abentheuer 2019. Amator Veritas. ISBN 978-3-937330-89-1.
- Azurit, Hörbuch. Abentheuer 2020. Amator Veritas. ISBN 978-3-937330-90-7.
- Der Drache vom Dollberg, Hörbuch. Abentheuer 2020. Amator Veritas. ISBN 978-3-937330-91-4.
- Von Drachen und Jungfrauen in: Schulzke, Amandara (Hrsg.): Wir sind die Bunten. Erlebnisse auf dem Festival-Mediaval. Anthologie. Hamburg 2020. Acabus Verlag. ISBN 978-3-86282-763-3.
- Von Drachen und Jungfrauen, Hörbuch, Abentheuer 2020. Amator Veritas. ISBN 978-3-937330-95-2.